# پابلو برگر
پابلو برگر (اسپانیایی: Pablo Berger‎؛ زادهٔ ۱۹۶۳) فیلم‌نامه‌نویس، تهیه‌کننده و کارگردان اهل اسپانیا است.
او دانش‌آموختهٔ دانشگاه نیویورک و همچنین «آکادمی فیلم نیویورک» است.
از فیلم‌ها یا مجموعه‌های تلویزیونی که وی در آن‌ها نقش داشته است، می‌توان به تورِمولینوس ۷۳ و سفیدبرفی اشاره نمود.
سفیدبرفی برندهٔ جوایز حلقه نویسندگان سینمایی، ۱۰ جایزه گویا، از جمله «بهترین فیلم‌نامهٔ غیر اقتباسی» و جایزه گویا برای بهترین فیلم، جایزه گائودی و جایزۀ سان جوردی شد و جایزۀ جشنواره بین‌المللی فیلم سن سباستین و جشنواره بین‌المللی فیلم پام اسپرینگز را از آنِ خود کرد.